# توماس واين
توماس واين (بالإنجليزية: Thomas Wayne)‏ هو مغني وموسيقي أمريكي، ولد في 22 يوليو 1940 في بيتسفيل في الولايات المتحدة، وتوفي في 15 أغسطس 1971 بسبب حادث مرور.

## وصلات خارجية
- توماس واين على موقع ميوزك برينز (الإنجليزية)
- توماس واين على موقع ديسكوغز (الإنجليزية)